# Grouvellinus nitidus
Grouvellinus nitidus is een keversoort uit de familie beekkevers (Elmidae). De wetenschappelijke naam van de soort werd in 1963 gepubliceerd door Nomura.